# Cecília Bowes-Lyon
Cecília Cavendish-Bentinck (Londres, 11 de setembro de 1862 – Londres, 23 de junho de 1938), foi a mãe da rainha Isabel Bowes-Lyon (mais tarde conhecida como Rainha-Mãe) e avó materna e madrinha da rainha Isabel II do Reino Unido. Foi esposa de Claude Bowes-Lyon, 14.º Conde de Strathmore e Kinghorne.

## Biografia

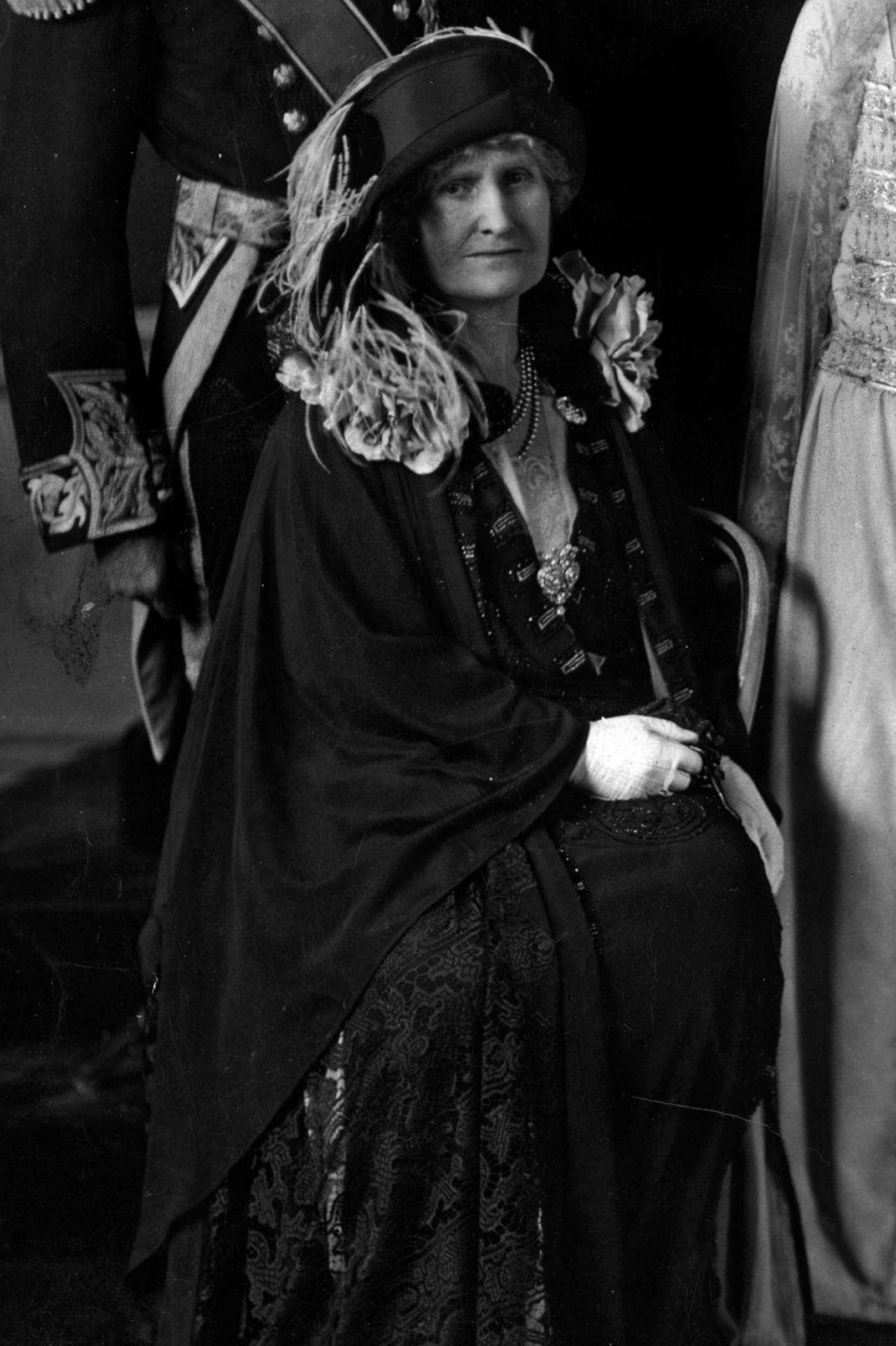
Cecília Bowes-Lyon

Cecilia nasceu em Belgravia, Westminster, Londres. Era a filha mais velha de Charles Cavendish-Bentinck (neto do primeiro-ministro William Cavendish-Bentinck, 3.º duque de Portland) e da sua esposa, Louisa.
Em 16 de julho de 1881, casou-se com Claude Bowes-Lyon, Lord Glamis, em Petersham, Surrey e o casal teve dez filhos. Claude herdou o título de Conde de Strathmore e Kinghorne do seu pai em 1904, o que levou a que Cecilia se tornasse Condessa de Strathmore e Kinghorne.
As propriedades dos Strathmore incluíam duas mansões: o Castelo de Glamis e St Paul's Walden Bury. Cecilia foi uma anfitriã capaz e gregária que tocava o piano excecionalmente bem. Ela geria as suas casas com um cuidado meticuloso e uma abordagem prática e foi ela que fez o projeto do Jardim Italiano em Glamis. Cecilia era profundamente religiosa, uma boa jardineira e bordadeira e gostava de ter uma vida familiar calma.
Durante a Primeira Guerra Mundial, os condes de Strathmore converteram o Castelo de Glamis num hospital de convalescença para soldados feridos. Cecilia teve um papel ativo no hospital até lhe ser diagnosticado um cancro. Em outubro de 1921, Cecilia fez uma histerectomia. Em janeiro de 1923, celebrou o noivado da sua filha mais nova, Elizabeth, com o filho do rei, o príncipe Alberto, duque de Iorque, mais tarde Jorge VI.
Durante a crise da abdicação de Eduardo VIII, alguns jornalistas pediram-lhe que posasse para uma fotografia, ao que Cecilia terá respondido: "Não vale a pena desperdiçar uma fotografia comigo". Na coroação do seu genro e filha, o conde e a condessa ficaram sentados no camarote real, ao lado da família real.
Cecilia sofreu um ataque cardíaco em abril de 1938 durante o casamento da sua neta, Anne Bowes-Lyon, com Thomas, visconde de Anson. Morreu oito semanas depois com 75 anos de idade em Londres. Na altura, quatro dos seus dez filhos já tinham falecido. Foi enterrada no Castelo de Glamis em 27 de junho de 1938.

## Descendência
De seu casamento com Claude Bowes-Lyon teve os seguintes filhos:
1. Violet Hyacinth Bowes-Lyon (1882-1893), morreu aos 11 anos.
2. Mary Frances Bowes-Lyon (1883-1961), casou-se com Sidney Elphinstone, 16.º Lorde Elphinstone em 1910, com descendência;
3. Patrick Bowes-Lyon, Lord Glamis (1884-1949), 15.º Conde de Strathmore e Kinghorne
4. John Bowes-Lyon (1886-1930), casou-se com Fenella Hepburn-Stuart-Forbes-Trefusis em 1914, com descendência;
5. Alexander Francis Bowes-Lyon (1887-1911), não se casou e nem teve filhos, morreu aos 24 anos.
6. Fergus Bowes-Lyon (1889-1915), casou-se com Lady Christian Dawson-Damer, com descendência;
7. Rose Constance Bowes-Lyon (1890-1967), casou-se com William Leveson-Gower, 4.º Conde Granville em 1916, com descendência;
8. Michael Claude Hamilton Bowes-Lyon (1893-1953), casou-se com Elizabeth Cator em 1928, com descendência;
9. Isabel Ângela Margarida Bowes-Lyon (1900-2002), casou-se com o rei Jorge VI do Reino Unido em 1923, com descendência;
10. David Bowes-Lyon (1902-1961), casou-se com Rachel Clay em 1929, com descendência.